# Ruhr/Unterlauf
Der Unterlauf der Ruhr zwischen der Stadt Mülheim an der Ruhr und dem Rhein ist seit 1927 zweigeteilt. Als Abkürzung der Ruhrschleifen wurde der so genannte Ruhrschifffahrtskanal angelegt, um größeren Schiffen die Zufahrt vom Rhein zum Hafen in Mülheim zu ermöglichen. Durch diesen Ausbau ist der auch als Ruhrkanal bezeichnete Abschnitt der Ruhr eine Bundeswasserstraße mit einer Länge von 12,21 km. Im Zusammenhang mit dem Bau des Rhein-Herne-Kanals (RHK) mussten dafür Staustufen und Schleusen angelegt werden. Die eigentliche, nicht schiffbare „Alte Ruhr“, trennt sich bei Schloss Styrum in Mülheim vom Schifffahrtskanal und fließt nördlich des Kaiserbergs wieder mit ihm zusammen.

## Geschichte

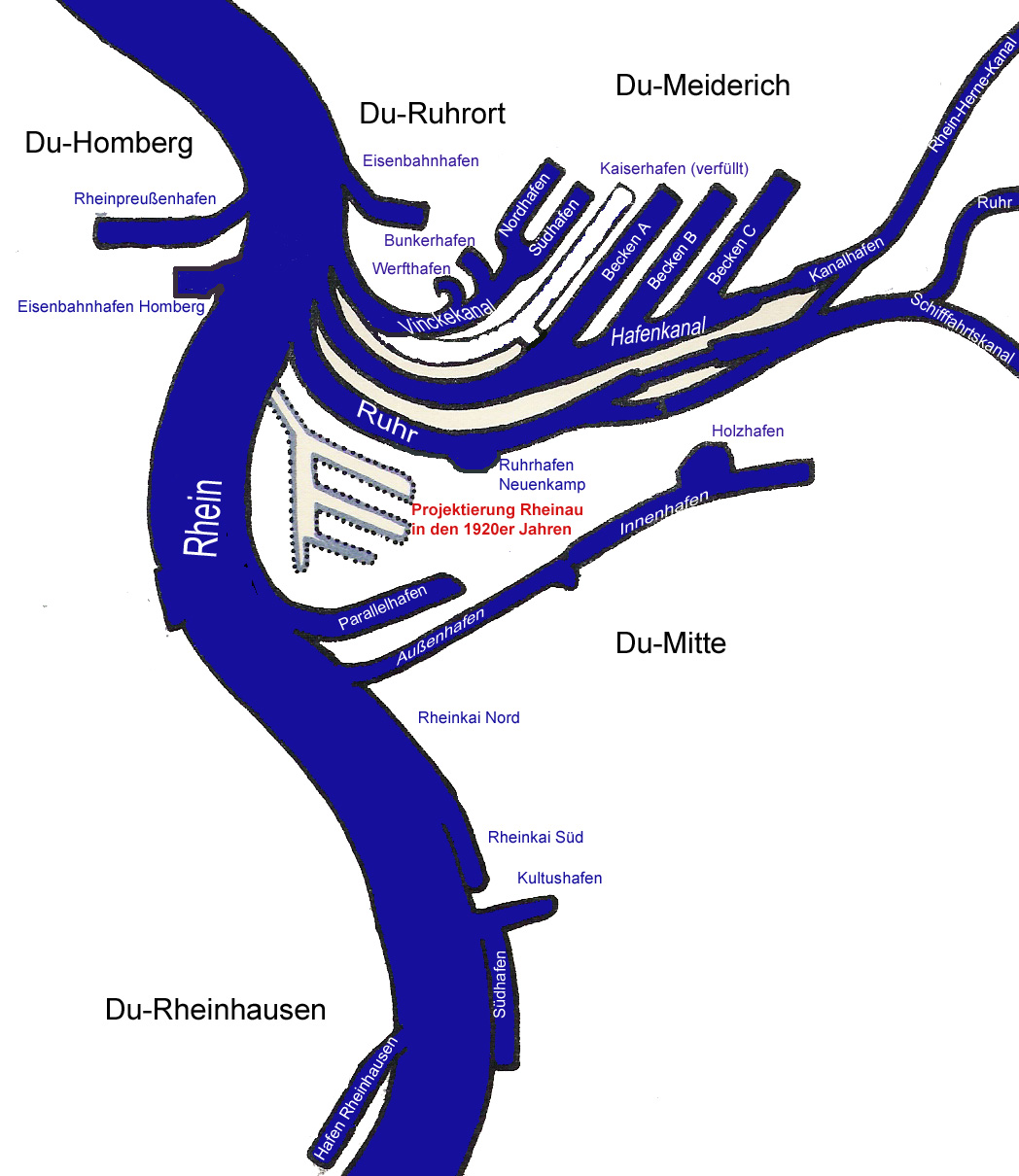
Wasserstraßennetz in Duisburg

Ab dem 17. Jahrhundert transportierten die Mülheimer Zechen mit Ruhraaken Kohle nach Duisburg. Zu dieser Zeit war die Ruhr der wichtigste Transportweg für die Kohle. 1780 war die Ruhr bis Langschede befahrbar und mit Schleusen ausgestattet. Ab 1847 übernahm die Eisenbahn immer mehr Transporte, so dass die Ruhrschifffahrt an Bedeutung verlor und 1889 eingestellt wurde. Dadurch verlor die Stadt Mülheim mit ihrer großen Schifffahrtstradition ein wichtiges Standbein. Sie ließ daher 1899 Pläne für einen 9,2 km langen Seitenkanal bis zum Hafen in Ruhrort ausarbeiten, um eine leistungsfähige Verbindung mit dem Rhein zu erhalten.
Da sich die preußische Wasserbauverwaltung mit dem Projekt des Rhein-Herne-Kanals beschäftigte arbeitete sie den Plan in das Projekt ein, jedoch ohne den Seitenkanal zu berücksichtigen. Im Rahmen der zugehörigen Bauausführungen wurde das Ruhrwehr Duisburg errichtet, das den Wasserstand im Unterlauf der Ruhr auf das Niveau der ersten Haltung des RHK anhebt. Dadurch war eine Verbindung der beiden Wasserstraßen möglich, die ab 1913 mit Eröffnung des RHK zur Verfügung stand. Der kurze Verbindungskanal führt direkt ins Oberwasser der Schleuse Meiderich, wodurch Mülheim an den RHK, die Duisburg-Ruhrorter Häfen und den Rhein angeschlossen wurde. Mit der Umfahrungsmöglichkeit war es zunächst nicht notwendig, am Ruhrwehr eine weitere Schleuse bauen zu müssen.
Als einzige Fallstufe im RHK war in Meiderich keine zweite Schleusenkammer gebaut worden. Durch das hohe Verkehrsaufkommen wirkte die Schleuse Meiderich mit der Zeit wie ein Nadelöhr, das auch durch die Ausdehnung der Betriebszeiten nicht beseitigt werden konnte. Daneben war sie für die breiteren Rheinschiffe nicht passierbar. Zur Entlastung wurde ab 1919 die Ruhrschleuse Duisburg neben dem Ruhrwehr angelegt. Sie steht seit 1926 als Schleppzugschleuse mit einer Kammerlänge von 311 Metern und einer Breite von 12,8 m zur Verfügung. Zur Reduzierung des Schleusenverlusts war die große Schleuse mit einem Schleusentor in einem Mittelhaupt ausgerüstet. Über den Verbindungskanal kann der breite Vorhafenbereich direkt angefahren werden.

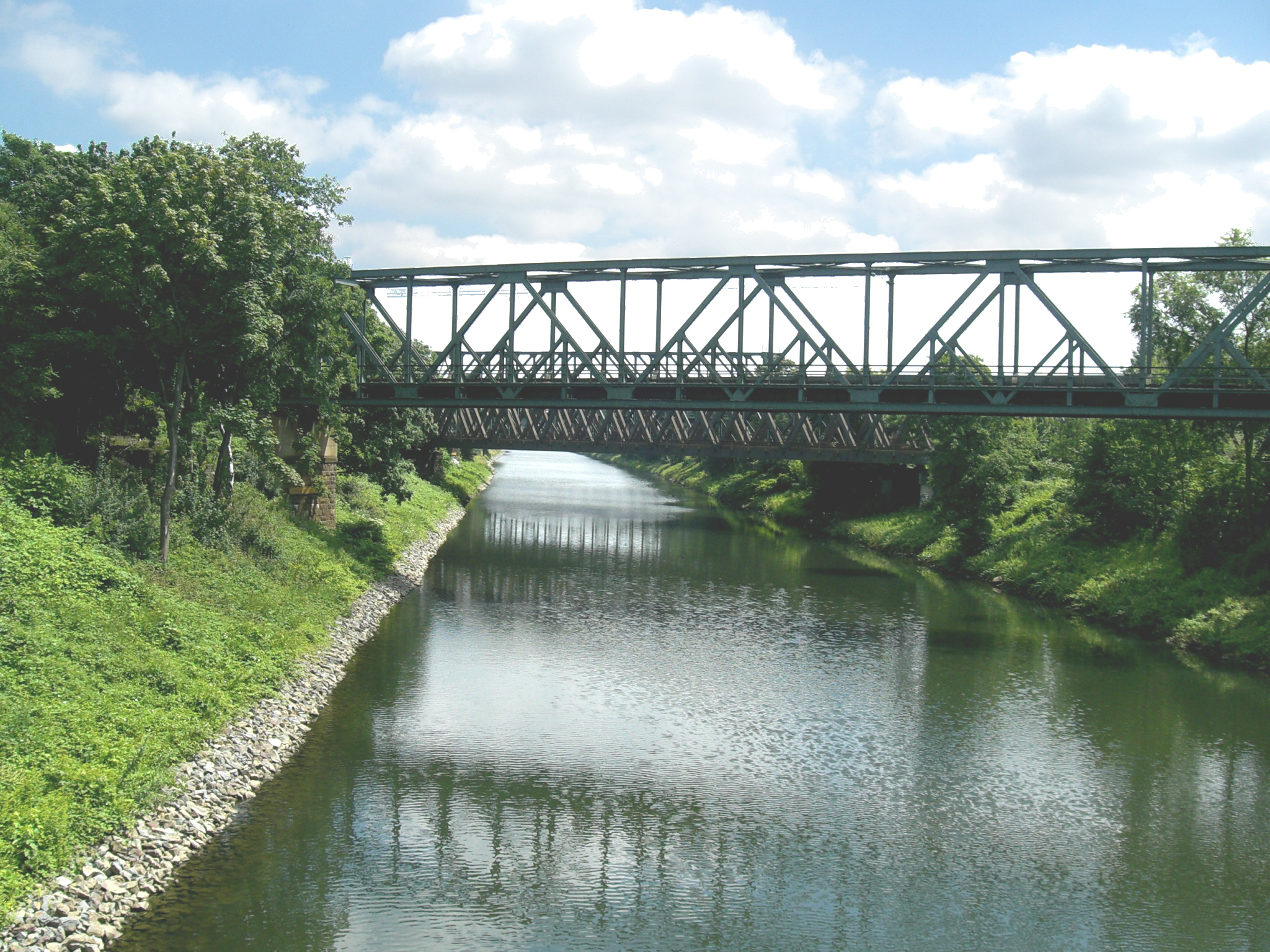
Die Ruhr unter der Brückenlandschaft am Ruhrschifffahrtskanal

Zur Steigerung ihrer Wirtschaftskraft hatte die Stadt Mülheim beschlossen, einen Hafen anzulegen. Da die ursprüngliche Ruhrführung für größere Schiffe ungeeignet war, sollte auch eine direkte Verbindung zum Duisburger Hafen geschaffen werden. Während der Bauzeit von zwölf Jahren erhielt die Ruhr zwischen den Häfen teilweise ein neues Bett und eine weitere Staustufe mit einem Schleusenkanal in Raffelberg. Für die Schifffahrt wurde die Ruhrschleuse Raffelberg errichtet, die mit 12,8 m Kammerbreite ebenfalls für Rheinschiffe geeignet war. Zur Eröffnung 1927 stand auch das Wasserkraftwerk Raffelberg zur Verfügung, das die Fallhöhe von 6,85 m als Energiequelle nutzt. Über den Ruhrschifffahrtskanal war es nun für große Rheinschiffe möglich, den gleichzeitig eröffneten Rhein-Ruhr-Hafen in Mülheim anzusteuern.
Als in den 1930er Jahren Schäden am Ruhrwehr festgestellt worden waren, bestand die Befürchtung, dass bei einem Versagen des Ruhrwehrs der RHK leer laufen könnte. Daher wurde 1934–36 im Verbindungskanal ein Sicherheitstor angeordnet, um bei Bedarf den kurzen Kanal zu verschließen. Gleichzeitig schützt das Tor den RHK vor dem Eindringen von Wasser bei Ruhrhochwasser. 1941 begann man mit der Erneuerung des schadhaften Ruhrwehrs. Jedoch kamen die Arbeiten wegen der Kriegsereignisse immer wieder zum Erliegen. Durch die Beschränkungen in der Nachkriegszeit zog sich die Fertigstellung bis 1957 hin.
1952 wurde das Sicherheitstor durch ein neues Hochwassersperrtor ersetzt. Auch die Ruhrschleuse musste renoviert werden. Bei den Umbau- und Modernisierungsarbeiten wurden zwischen 1980 und 1986 die beiden Schiebetore erneuert und das Mittelhaupttor aufgegeben.

## Sonstiges
Zuständige Behörde für den Betrieb und die Unterhaltung der Bundeswasserstraße mit den Schleusenanlagen ist das Wasserstraßen- und Schifffahrtsamt Westdeutsche Kanäle. Über den Steuerstand an der Schleuse Meiderich werden auch die beiden Ruhrschleusen überwacht und gesteuert.
Die Kilometrierung der Ruhr geht zu Berg, beginnend an der Mündung in den Rhein. Bei Ruhr-km 2,6 liegt die Ruhrschleuse Duisburg. Bis zum Abzweig des Verbindungskanals ist die Binnenwasserstraße der Wasserstraßenklasse Vb zugeordnet (bis km 4,7 am Sperrtor) und kann von Schubverbänden mit Tiefgang bis zu 4,5 m genutzt werden. Bis zum Rhein-Ruhr-Hafen und der Konrad-Adenauer-Brücke in Mülheim gilt die Klasse Va und in der Fortsetzung nach oberstrom gilt Klasse I. Die Bundeswasserstraße endet an der Schlossbrücke in Broich bei km 12,21.
Die Staustufe Duisburg mit der Ruhrschleuse und dem Ruhrwehr und der Rhein-Ruhr-Hafen gehören zur Route der Industriekultur.